# 아폰수 5세
아폰수 5세 드 아비스(포르투갈어: Afonso V de Avis, 1432년 1월 15일 - 1481년 8월 28일)는 아프리카왕(o Africano)라고도 불린 포르투갈과 알가르베스의 왕이다. 그의 별명은 북아프리카를 정복한 것에 유래된 것이다. 부왕 두아르트가 흑사병으로 갑자기 사망하여 6살의 나이에 즉위하였고 숙부 페드루가 섭정을 하였다. 친정을 시작하며 벌어진 권력투쟁에서 숙부 페드루를 제거하였으나 이후 조부 주앙 1세(1357-1433)의 서자인 브라간자 공작이 정권을 장악하였다.
정치적으로 무능하여 브라간자 공작의 그늘하에서 귀족들에게 각종 특혜를 남발하였기에 왕권의 추락과 함께 귀족들이 득세하는 결과를 초래했다. 아프리카 원정을 실시하여 나름대로 성과는 있었다. 카스티야 왕위 계승전에 개입하였으나 카스티야를 합병하는데 실패하였다. 크게 실망하여 1479년에 아들 주앙 2세에게 왕좌를 물려주고 은퇴한후 수도원에서 은거하였다.

## 어린 시절

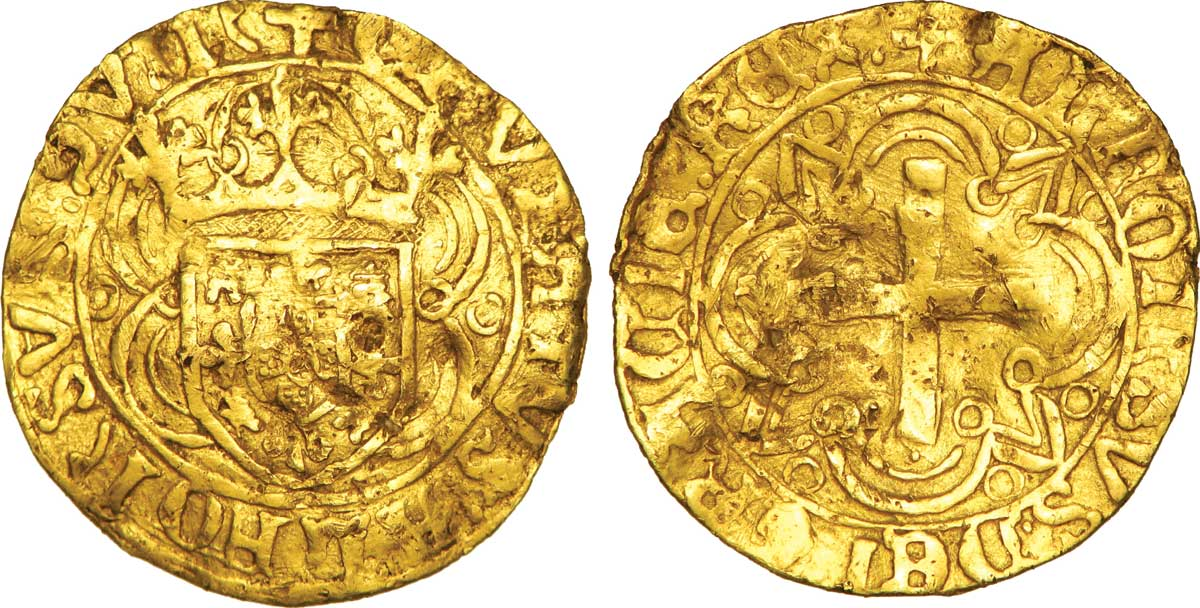
포르투갈의 아폰수 5세

### 섭정기
신트라에서 두아르트와 아라곤의 엘레아노르 사이의 장남으로 태어났으며 1438년, 겨우 6살의 나이에 왕위를 계승했다. 아버지의 유언에 따라 어머니가 섭정을 하였으나 인기가 없었고 정무감각도 떨어지는데다가 아라곤 출신 외국인이라는 점이 국민적인 거부감을 크게 일으켰다. 외국인에 대한 부정적 정서는 지난 1383년 이후 28년간 이어진 카스티야와의 전쟁에서 형성된 국민적 감정이었다. 섭정에 대한 반대 여론이 일어났고 포르투갈 귀족들 사이에서 지지기반이 약했던 모후의 지위는 흔들렸다.
1439년 코르테스(의회)에서 섭정을 아폰수 5세의 삼촌인 코임브라 공작 페드루로 교체하는 것이 결정되었다. 페드루의 주요 정책은 왕국내에 거대 귀족 계층들의 성장을 억제하고 왕에게 권력을 집중시키는 것이었다. 포르투갈은 그의 통치하에서 번영하였지만, 그의 법들이 강력한 귀족들의 야욕을 억제하는 것이어서 정치적인 상황이 평화롭지만은 않았다.

### 브라간자 공작

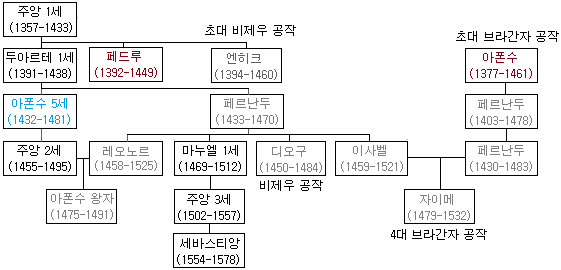
아폰수 5세 계보

섭정 코임브라 공작의 정책에 가장 불만이 컸던 사람은 바르셀루스 백작 아폰수(1377~1461)이다. 그는 주앙 1세의 서자로 섭정 페드루의 이복형제이다. 주앙 1세는 바르셀루스 백작을 많이 총애하여서 아비스 왕조의 개국공신인 누누 알바르스 페레이라의 무남독녀인 베아트리스와 혼인을 시켰다. 이후 그는 페레이라의 막대한 재산을 상속받을 수 있었다. 그러나 그는 가족내에서 자신의 지위가 낮다는 것을 문제삼아 반목을 조장했으며 국왕 아폰수 5세의 신임과 권력을 얻고자 노력하였고 섭정 페드루의 권력을 질투하면서 그와 끓임없이 갈등하였다. 그는 1442년 국왕으로부터 초대 브라간자 공작으로 임명받는다. 이로써 그는 강력한 권력과 부를 가진 대귀족이 되었다.

### 알파로베이라 전투
페드루는 섭정 기간내 자신의 위치를 보호하고자, 1445년에 자신의 딸 코임브라의 이자벨라를 아폰수 5세와 혼인시켰다. 1448년 6월 9일에 왕이 적합한 나이에 다다르자, 페드루는 아폰수 5세에게 그의 권력을 내줄 수밖에 없었다. 브라간사 공작은 국왕과 페드로 사이를 이간질하고 음모를 조장하여 페드루를 참기힘든 극한 상황으로 몰고가서 반란을 일으킬 정도로 갈등을 증폭시켰다.
같은 해 9월 15일에 아폰수 5세는 섭정 기간의 모든 법령과 포고령을 무효화시켰다. 숙부인 항해왕자 엔히크가 양측을 중재하여 갈등을 바로잡고 권력투쟁을 종결시키려고 노력하였으나 실패하였다. 결국 아폰수 5세와 페드루는 1449년 5월 알파로베이라 전투에서 맞붙었으며 페드루의 군대를 격퇴되었고 숙부 페드루를 전사하였다. 이 전투로 포르투갈에서 가장 강력한 대귀족 중 하나가 사라지자, 브라간사 공작이 사실상의 포르투갈 통치자가 되었다.

## 원정과 탐험 사업

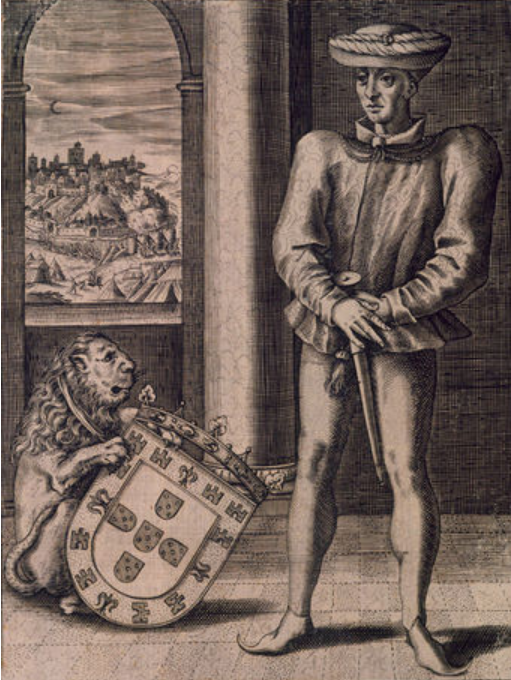
포르투갈의 아폰수 5세의 당대 초상화, 게오르크 폰 에힝언의 (1600년 아우구스부르크에서 그려졌지만, 1470년대 초의 그림에 배경을 두었다)

### 아프리카 원정

#### 팽창주의 정책
브라간사 공작이 장악한 포르투갈은 부르주아 계급보다는 귀족중심 그리고 귀족들의 이익을 위한 정책들을 추진하였다. 귀족들에게 많은 토지가 하사 되었고 여러 특혜, 특권이 주어졌다. 이로 인해 귀족들은 득세하였고 왕권은 계속 추락하였다. 귀족들은 팽창주의 정책을 추구하였으며 이런 정책들은 아폰수 5세(1438~1481)의 관심을 해외로 돌리게 만들었다. 국내 정치에서 실추되고 약화된 왕권을 해외 원정으로 만회하여 왕의 권위를 높이고자 했다.

#### 십자군 준비
오스만 투르크가 1453년에 콘스탄티노플을 점령하며 유럽에 큰 충격을 주었고 1456년에는 중부 유럽을 침입해 벨그라드를 포위하였다. 교황 칼리스토 3세(209대 1455~1458)은 오스만에 맞서기 위해 십자군의 조직을 호소했다. 하지만 대부분의 유럽 군주들은 자국의 상황과 나라별 경쟁등에 이유로 크게 호응을 하지 않았으나, 아폰수 5세는 적극적인 지원의사를 밝히고 십자군 원정을 준비해나갔다. 아폰수 5세의 이런 노력은 1458년 교황이 사망하자 구심점을 잃어버린채 목표를 상실하였다.

#### 아프리카의 왕
포르투갈은 십자군 원정을 위해 준비했던 군사들을 북아프리카 원정으로 돌렸다. 북아프리카의 무슬림 왕국을 정복하여 로마 교황청으로부터 인정을 받고자 한 것이다. 할아버지인 주앙 1세 통치 시기인 1415년에 실시한 북아프리카 원정으로 세우타를 정복했었다. 당시에 28년간 진행된 카스티야와의 전쟁에서 승리하며 포르투갈의 독립을 지켜낸후 경제적, 정치적 열망속에 왕국 차원의 대규모 원정을 통하여 세우타를 정복하였다.
하지만 이후 모로코인들은 세우타 대신 탕헤르(Tangier)로 교역장소를 옮기면서 세우타는 고립되어버렸다. 따라서 세우타는 예전처럼 무역항으로써의 활발함이 떨어지고 바다건너 먼 포르투갈 본토로부터 비싼 보급품을 공급받아 유지하며 국고를 탕진하는 애물단지로 전락하고 말았다. 심지어 포르투갈내에서는 군대를 철수하고 세우타를 포기해야 한다는 목소리가 힘을 얻을 정도였다.
탕헤르 정복 없이는 세우타의 가치도 없다는 판단하에 1437년 항해왕자 엔히크의 주도하에 원정이 진행되었다. 그러나 탕헤르 원정은 대실패로 끝나면서 이후 아프리카 정복사업은 중단되어 버렸다. 아폰수 5세의 원정대는 1458년 알카세르세게르(Alcácer Cequer), 1471년에 아르질라를 정복하는데 성공한다. 탕헤르는 1460년과 1464년 사이에 몇 차례 얻고 잃기를 하였으나 1481년에 정복하였다. 이로 인해 아폰수 5세에게는 '아프리카의 왕'이라는 칭호가 주어졌다.

### 대서양 노예 무역
숙부 엔히크가 주도하여 진행되는 해양탐사와 아프리카 개척은 경제적인 실익이 없는 상황에서 막대한 자금만 소모되자 비판이 일었다. 이런 비난은 1441년 안탐 곤살베스가 금, 쇠가죽 방패, 타조알등과 함께 10명의 아프리카 흑인들을 처음으로 포르투갈에 데려오자 잠잠해졌다. 이때 포루투갈인들에게 가장 관심을 끌었던것은 아프리카 흑인 노예들로, 당시 아조레스와 마데이라 제도에서 사탕수수 재배가 한창이었기에 노동력이 많이 부족했기 때문이다. 같은해 모리타니 북부에서 노예들을 들여오기 시작했다.
아프리카 일부 지역에서는 대서양 노예 무역이 시작되기 오래전부터 노예제가 흔한 일이었다. 훗날 노예무력이 활성화되어 유럽인이 노예무역으로 유명한 아프리카 중부 서해안에 진출하기 전에도 그 지역 아프리카인들의 30~60%가 노예였다. 이들은 백인들의 노예로 지낸것이 아니라 그 지역 지배계층 흑인들의 노예로 지내고 있었다. 따라서 거래된 흑인 노예들은 백인 노예상들이 납치한 것이 아니라 아프리카 추장들과 거래를 통하여 들여왔다.
1444년에 포르투갈의 항구 도시이자 해양 탐험의 전진기지로 사용되어온 라구스에 처음으로 아프리카 노예를 수입하여 판매하는 노예 시장(Mercado de Escravos)이 생겼다. 이후 아프리카 흑인노예 무역은 활성화되어 16세기에 이르러서 리스본의 인구 중 10%는 아프리카 흑인일 정도였다.

### 노예무역의 정당성
포르투갈은 탐사, 개척, 정복을 통해 확보한 북아프리카와 대서양 지역에 대한 독점적 무역권과 점령지에 대한 소유과 관리권한에 대한 교회의 인정과 지지를 교황청 요청했다. 1452년, 교황 니콜라오 5세(208대 1447~1455)는 칙령(Dum Diversas)을 통하여 사라센인과 이교도들을 공격하고 정복하여 점령할 수 있는 포르투갈의 권리를 인정했다. 또한 사라센인, 이교도, 비기독교인을 세습 노예화 할 수 있는 권리를 아폰수 5세에게 부여 하였다.
이는 레콩키스타와 북아프리카 원정중 생포된 포로들의 노예화에 대한 도덕적 정당성을 부여한 조치이며, 노예화는 경제적 이익을 위한 것이 아니라 이교도와 불신자를 줄이는 차원에서 실시함으로써 종교적, 도덕적 정당성을 인정받을 수 있게 되었다. 노예들을 강제개종시켜 그들의 영혼을 구원시킬 수 있다고 보았기에 이교도 아프리카 원주민을 노예로 데려오는것을 인정하는 것이었다. 교황 니콜라오 5세는 칙령의 내용을 1455년에 공포한 로마누스 폰티펙스 칙령에서 재차 확인하였다. 이러한 교황의 칙령들은 차후에 노예 무역과 유럽의 식민지 활동에 대한 정당성을 부여하였다.

### 탐사와 개척 사업
숙부 엔히크 왕자가 주도하는 대서양 탐험을 지원하기도 했지만, 1460년에 엔히크가 사망한 후에는 지원을 하지 않았다. 엔히크 왕자의 대서양 탐험사업은 경제적인 실익이 적은 상태에서 무리하게 추진되다 보니 막상 숙부 엔히크 왕자는 막대한 부채를 남기고 사망했기 때문이다. 그 대신 이미 개척된 지역과의 무역과 식민지 정착에 노력하였다. 1474년부터는 아프리카 무역과 탐험 업무를 왕세자 주앙(1455~1495)에게 위임하였다. 주앙 왕세자는 1479년에 체결된 알카소바스 조약에 따라 스페인 인들의 불법 교역을 적극적으로 근절시켰으며 부왕과 달리 서아프리카 연안에 대한 탐사 작업을 재개하여 인도로 가는 신항로 개척을 위해 노력하였다.

## 카스티야 왕위 계승전

### 기본배경
1474년 12월, 이웃국가인 카스티야의 엔리케 4세 사망 후, 왕위계승 분쟁이 벌어졌다. 선왕 엔리케 4세의 이복동생인 이사벨 1세와 엔리케 4세의 딸 후아나(1462~1530)는 서로 자신이 적법한 왕위 계승권자라고 주장하며 지지하는 귀족들과 함께 카스티야 여왕임을 선포하였다. 이 분쟁은 예견된 사건으로 엔리케 4세의 딸 후아나는 출생시부터 생부에 대한 논란속에 다수의 귀족들로부터 왕위계승권을 인정받지 못하고 있었다. 이는 엔리케 4세가 성불구자라는 많은 정황 증거속에 그의 딸 후아나는 왕비와 초대 알부케르크 공작 벨트랑(1443~1492)사이에서 불륜을 통해 태어났다고 보았기 때문이다.
엔리케 4세는 1440년 15살 되던해에 나바라의 블랑쉬와 혼인을 했으나 13년간 후사가 없었다. 1453년 세고비아의 루이스 주교에 의해 혼인 무효가 선언되었는데, 혼인무효의 이유가 저주에 의한 발기부전이었다. 귀족들은 엔리케가 성불구자라는 의구심속에 딸 후아나의 왕위계승권을 부인했다. 정통성 결여와 엔리케 4세의 무능한 국정운영, 왕실의 불륜등으로 인해 귀족들이 반란을 일으키자 엔리케 4세는 두번째 왕비 조안을 출궁시켰다. 출궁당한 왕비는 또 다른 애인들과 불륜속에 2명의 자식을 더 낳았고 귀족들의 반발이 거세지자 1468년에 엔리케 4세는 결혼무효를 선언하였다.
같은해 토로스 데 귀산도(Toros de Guisando) 협정을 통해 내전이 종식되며 엔리케 4세의 이복동생인 이사벨이 왕위계승권자가 된다. 그러나 엔리케 4세가 이복동생 이사벨에게 무리한 정략결혼을 강요하자 이에 반발한 이사벨은 1469년에 아라곤의 페르난도 왕세자와 비밀 결혼을 하였다. 이로써 토로스 데 귀산도(Toros de Guisando) 협정이 파기되며 이사벨의 왕위계승권은 엔리케 4세에 의해 박탈 당했다. 이는 토로스 데 귀산도 협정의 조항중 이사벨은 엔리케 4세가 동의하지 않는 결혼을 하지 않겠다고한 약정을 위반한 것이기 때문이었다. 이후 후계에 대해 명확하게 정리가 안된 상태에서 엔리케 4세가 사망을 하고 말았다.

### 포르투갈의 개입
후아나의 왕위계승권 요구가 정당하다고 인정된 적은 없었으며, 엔리케 4세가 죽을 당시에 아무도 그녀를 왕위계승권자로 여기지 않았다. 카스티야의 왕위는 엔리케 4세의 이복동생인 이사벨 1세가 상속받아야 했지만, 아폰수 5세는 카스티야 왕위를 탐내며 계승분쟁에 개입하였다. 1475년 후아나는 친척인 아폰수 5세에게 도움을 요청하였고 이에 호응하여 아폰수 5세는 후아나와 정혼한 후, 남편의 자격으로 왕위 계승과 카스티야, 레온 왕국의 소유권을 주장하였다. 그리고 아폰수 5세는 아내의 권리를 지킨다는 명분으로 군대를 이끌고 1475년 카스티야를 침공하였다.

### 종전과 결과
1476년 3월, 토로 전투에서 패전하는듯 했으나 아들 주앙 왕자가 지원군을 이끌고 오자 양쪽은 다시 대치하였고 지리한 공방전이 지속되었다. 육상과 더불어 해상에서도 전투가 벌어졌는데 해상전투에서는 포르투갈이 유리하게 진행되었다. 아폰수 5세는 프랑스 루이 11세의 도움을 얻기 위해 직접 프랑스로 갔지만, 프랑스와 동맹을 맺지 못하고 1477년 빈손이 되어 포르투갈로 돌아왔다. 지리한 전쟁이 4년간 이어졌으며 종전을 위해 양국은 1479년 알카소바스 조약을 체결하였다. 협상의 결과, 카스티야의 이사벨을 왕위 계승자로 인정할 수 밖에 없었고 후아나는 수도원에 들어게 되었다. 이번 조약을 통해 포르투갈은 대서양과 북아프리카의 탐사와 무역에 대한 많은 유리한 조건들을 획득했으나 최종적으로 왕위계승권을 포기할수 밖에 없게 된 아폰수 5세는 크게 실망한 나머지 아들 주앙 2세에게 왕위를 물려준후 은퇴하였다. 이후 신트라에 있는 수도원에서 은거하다가 1481년에 사망했다.

## 결혼과 후손
아폰수 5세는 친척인 코임브라의 이자벨라와 첫 번째 결혼을 하였다. 이자벨라가 1455년에 사망하고 아폰수 5세는 1475년에 포르투갈의 조아나와 카스티야의 엔리케 4세의 딸인 카스티야의 후아나(라 벨트라네하로도 알려짐)와 재혼(교황의 승인을 받지는 못했다)을 하였다. 이번 결혼은 엔리케 4세의 유일한 딸인 후아나를 통해서 카스티야의 왕위를 계승하려 했다. 아폰수 5세의 카스티야 왕위 계승 시도는 카스티야의 이사벨과 아라곤의 페르난도 2세와의 짧은 전쟁 후에 이뤄지지 못했다.
| 이름 | 출생            | 사망             | 참고 |
| --- | --------------- | ---------------- | --- |
| 코임브라의 이자벨라 사이에서 (1432년 – 1455년 12월 2일/ 결혼:1447년 5월 6일)                                                                               |                 |                  | |
| 인판테 주앙 | 1451년 1월 29일 | 1451년           | 포르투갈 왕자 (1451년). |
| 인판타 주아나 | 1452년 2월 6일  | 1490년 5월 12일  | 포르투갈 왕녀 (1452년–1455년). 포르투갈의 성 주아나 또는 산타주아나 공주라고 알려짐. 1693년에 교황 인노첸시오 12세에 의해 시복됨                                                                |
| 인판테 주앙 | 1455년 3월 3일  | 1495년 10월 25일 | 13대 포르투갈 국왕으로 계승. |
| 카스티야의 후아나 (1462년–1530년/ 결혼:1475년 5월 30일) |                 |                  | |
| 마리아 소아르스 다 쿠냐(Maria Soares da Cunha, 1446년 이전–?) 사이에서 두아르트 왕과 아폰수 5세, 필리파 다 쿠냐의 주요 종자인 페르낭 드 사 알코포라두의 딸 |                 |                  | |
| 알바루 소아르스 다 쿠냐 | c. 1466년       | 1557년           | 사생아. 포르투 시의 구아르다-모르 드 페스트(Guarda-Mor de Peste, 질병 주요 감시단)이자 킨타스(Quintas) 가문의 군주이다. First Married Maria Machado and second to Inês da Mota, with offspring. |